# 游大慶
游大慶（9月6日—），台灣藝人。受導演魏德聖邀請飾演電影《賽德克·巴萊》中重要角色《青年莫那·魯道》
在電影上映前，導演魏德聖策略性地使他保持非常神秘的私藏狀態，僅在《威尼斯影展首映會 》露過面。
隨後，大慶參與演出紀錄片導演陳俊志所著小說《台北爸爸紐約媽媽 》黎煥雄導演改編的舞台劇，飾演「老羅」,於國家戲劇院及台灣各大藝文中心巡迴演出。
《前進原鄉》為大慶重返原鄉之文字影像作品，五個特色原民部落秘境探尋山海之間的肢體與思緒釋放,最原始、最安靜、最浪漫抒情的大慶。旅途中走訪五個特色原民部落的大慶，在山與海間宛如電影場景的轉換中，反覆思索與感受，試著從中尋找生命的新價值。

一位前去城市打拼未來的大孩子，藉由過往的山林經驗與觀點，融入生活，如今重返山林，他將城市裡的美好精神帶回部落，試著在與大家的互動過程中，找到城鄉之間的完美平衡。

教堂、校園、雜貨小店、巨木群、車站、海灣、漁港、冷泉……精彩的台灣部落巡禮，在大慶的心底撞擊出許多精彩的火光，珍貴的旅行經驗，觸動了許多未曾領略的可能性，或許，在往後的人生旅途中，學習聆聽祖靈的聲音是大慶最深刻、寧靜的領悟。真正的美好的生活態度—讓自己與周遭環境都維持一種和諧的平衡，尊重每一種生命的存在，維繫這個萬物互相依存的世界的力量，似乎就存在於每個人的心裡。

## 演出作品

### 電影
- 2011 《賽德克巴萊》飾演：莫那魯道（青年）

《賽德克．巴萊》獲聯合國教科文組織大獎
- 2014 《原來你還在<My Mandala>》飾演：天才哥

2014 年初最感人的劇本，金馬編劇楊南倩真情之作。

- 2017 《帶我去月球》飾演：陳教官
- 2018《XOXO卡夫卡》飾演：陳宏
- 2018 《比悲傷更悲傷的故事》飾演：吉哥
- 2019《紅色吐司》飾演：安登榜

### 微電影
- 2014 《聽見心跳的節拍 》
- 2014 《把夢跆起來 》

### 電視劇
- 2013《武松》飾演：武松
- 2013《東北剿匪記》飾演：楊劍鋒
- 2016《鏢王傳奇》飾演：齐昭
- 2016《彝海結盟》飾演：果基約達（小葉丹）
- 2017《九州·海上牧云记》飾演：赫兰刀
- 2020《親愛的續杯》(網絡劇)

### 舞台劇
- 2012 《台北爸爸．紐約媽媽》飾演：老羅

台北爸爸.紐約媽媽舞台劇公演(公視晚間新聞) 

台北爸爸.紐約媽媽劇照(人力飛行劇團)

台北爸爸.紐約媽媽 敦南誠品見面會(人力飛行劇團)

### 音樂錄影帶
- 2011 蕭煌奇《思念會驚 》
- 2019 張震嶽《貪心 》

## 音樂作品

### 原聲帶
- 2011《賽德克巴萊》電影原聲帶

演唱(合唱)：《看見彩虹 》

- 2012《台北爸爸．紐約媽媽》劇場原聲帶

演唱：《逃亡情歌》 

### 現場歌唱演出
- 2014 台中天主教主辦慈善音樂會《愛的呼喚演唱會》

演唱:齊秦的《懸崖 》

演唱:李恕權的《每次都想呼喊妳的名字 》

- 2014 《花蓮鐵道瘋樂祭》

大慶與高慧君合唱:《你最珍貴(原唱:張學友+高慧君) 》

(大慶+高慧君)版《你最珍貴》 
- 2014 台灣肝病醫療策進會響應世界肝炎日特製《彩色的前方》肝炎防治宣導MV

大慶與高慧君擔任2014世界肝炎日宣傳大使

大慶與高慧君合唱:《彩色的前方 》

## 書籍
- 2012 《前進原鄉》

書籍目錄
《原鄉地圖的起點 司馬庫斯部落SMANGUS》

在藍天下循著小徑指引前進；風吹過的短暫清涼，輕輕地搔撓我每一寸肌膚，舒服的感覺像是遇見了童年的玩伴，在熟悉的巷口對我微笑招手。

《向陽的安靜角落 清流部落ALAN-GLUBAN 》

公園正中央矗立著莫那魯道威嚴挺拔的雕像。手握著一束百合，緩緩地往他面前走去，每踏出一步便感到我們之間的連結更為緊密。

《時間與記憶的交會處 澳花部落RGAYURNG》

行駛在台九線回鄉路上，離家愈來愈近了，耳朵裡溢出的溪流聲與蟬鳴還是那麼喧嘩，像是時光的夾層，一打開，記憶就像瀑布一般轟然流洩……

《山海間的回音 都蘭部落A`TOLAN》

坐在面海的木椅上，海濤聲帶來我許久不曾回想的記憶，太平洋的風將心裡最深沈的情感一陣一陣吹拂起來，返回最純粹的當初。

《在陽光的那一邊 野銀部落I VA LI NO》

忽然，一條飛魚自不遠處，破水而出，凌空飛躍，身形優美地令我忘記叫好。牠在天空畫出的那道美麗弧線，成了我旅程中，最驚人的視覺暫留的記憶。

## 外部連結
- 大慶的Facebook專頁
- 游大慶Yuki的新浪微博
- 游大慶在互联网电影资料库（IMDb）上的資料（英文）（英文）
- 在AllMovie上游大慶的頁面（英文）
- 游大慶在香港影庫上的簡介
- 游大慶在豆瓣上的资料（简体中文）
- 游大慶在时光网上的簡介（简体中文）